# Комак (Њујорк)
Комак (енгл. Commack) насељено је место без административног статуса у америчкој савезној држави Њујорк.

## Демографија
По попису из 2010. године број становника је 36.124, што је 243 (-0,7%) становника мање него 2000. године.
| Група             | 2000.          | 2010.          |
| Белци             | 33.490 (92,1%) | 31.750 (87,9%) |
| Афроамериканци    | 231 (0,6%)     | 325 (0,9%)     |
| Азијати           | 1.367 (3,8%)   | 1.963 (5,4%)   |
| Хиспаноамериканци | 1.055 (2,9%)   | 1.722 (4,8%)   |
| Укупно            | 36.367         | 36.124         |